# Urgo (Stargate SG-1)
Urgo es el décimo sexto episodio de la tercera temporada de la serie de televisión de ciencia ficción Stargate SG-1, y el sexagésimo capítulo de toda la serie.

## Trama
Al viajar a otro mundo, al SG-1 le es implantada una tecnología alienígena en sus mentes. Resulta ser una clase de IA de aspecto humano, que se manifiesta solo ante ellos. La entidad, llamada Urgo, pronto se convierte en una gran molestia para el equipo, dado su ilimitada curiosidad. Esto obliga a Hammond a confinar a los 4 dentro del SGC. Finalmente, cansados de su presencia, el SG-1 decide volver al planeta donde recibieron los implantes. Convencen al científico responsable de los implantes, que los quite, y que para evitar que Urgo sea destruido luego de esto, le sugieren que lo implante en su propia mente, ya que, según el equipo, sus personalidades se complementan. Ya libres de Urgo, el SG-1 regresa a casa.

## Artistas invitados
- Teryl Rothery como la Dra. Janet Fraiser.
- Dom DeLuise como Urgo/Togar.
- Nickolas Baric como Guardia de Fuerzas Especiales.
- Bill Nikolai como Técnico Alberts.
- Peter DeLuise como joven Urgo.